# Dimitrij Alekszandrovics Prigov
Dimitrij Alekszandrovics Prigov (oroszul: Дми́трий Алекса́ндрович При́гов) (Moszkva, 1940. november 5. – Moszkva, 2007. július 16.) orosz költő, író, szobrász, konceptuális művész.
Moszkvában született. Tinédzser korában kezdett írni. Építészként is dolgozott, szobrászként köztéri parkokba tervezett műalkotásokat. Barátja Lev Rubinstein költő volt. Mintegy harminchatezer verset írt 2005-ig. Szerzője többek közt az Élet Moszkvában és a Csak az én Japánom című regényeknek.
1993-ban Puskin-díjat kapott. 2002-ben elnyerte a Borisz Paszternak-díjat. 2011-ben az Ermitázs több művét is bemutatta egy tárlaton, további művei az 54. Velencei Biennálén voltak láthatóak. Filmeket is készített. 1995-ben Magyarországon is járt, ahol kiállítása nyílt meg. 

## Külső hivatkozások
- Dimitrij Prigov életrajza
- Prigov PennSound oldala Betűk hanggal rögzítve